# Akademisk Orkester
Akademisk Orkester er et amatørsymfoniorkester med base i København.
Orkestret blev dannet i 1899 og samarbejdede frem til 1935 med en række kor i København om opførelser af forskellige værker der involverede kor, solister og orkester. Fra 1931 til mindst 1957 blev orkestret ledet af dirigenten Walter Meyer-Radon og under hans ledelse dannedes i 1935 et associeret kor, Akademisk Kor, som derefter var orkestrets samarbejdskor. 

## Repertoire
Orkestret spiller også i dag fortrinsvis sammen med koret og har siden korets oprettelse tilsyneladende delt dirigent med dette. Besætningen varierer efter repertoiret, men der er en grundstamme, som kan suppleres med andre musikere efter behov. Siden 2000 har både kor og orkester været dirigeret af Nenia Zenana.
| I 2016 har orkestret i følge sit netsted afholdt 5 koncerter med 3 programmer sammen med koret: - Leonard Bernstein: Kaddish - musik af Heinrich Schütz og Arvo Pärt - samt Händels Messias. | Andre opførte værker inden for de senere årtier er f.eks.: - Lars-Erik Larsson: Förklädd Gud - Niels W. Gade: Elverskud - Johann Sebastian Bach: Matteuspassionen - Johann Sebastian Bach: Messe i h-mol - Johann Sebastian Bach: Magnificat - Johann Sebastian Bach: Johannespassionen - Carl Nielsen: Hymnus amoris - Giuseppe Verdi: Requiem - Ludwig van Beethoven: Messe i D-dur (Missa Solemnis) - Johannes Brahms: Ein deutsches Requiem |